# 尼玛卓玛 (政治人物)
尼玛卓玛（藏語：ཉི་མ་སྒྲོལ་མ་，威利转写：nyi ma sgrol ma；1962年10月—），女，藏族，青海玉树人，中华人民共和国政治人物。

## 生平
1984年7月成为共青团玉树州委干部，次年4月加入中国共产党。1993年6月起任青海省妇联副主席近3年。2000年9月起任共青团青海省委书记近5年。2008年3月起任中共海北州党委副书记，次年1月成为新任州长。2013年2月任中共海北州委书记。2018年1月，兼任青海省人大常委会副主任。2021年3月卸任中共海北州委书记。